# Chatia Dekanoidse

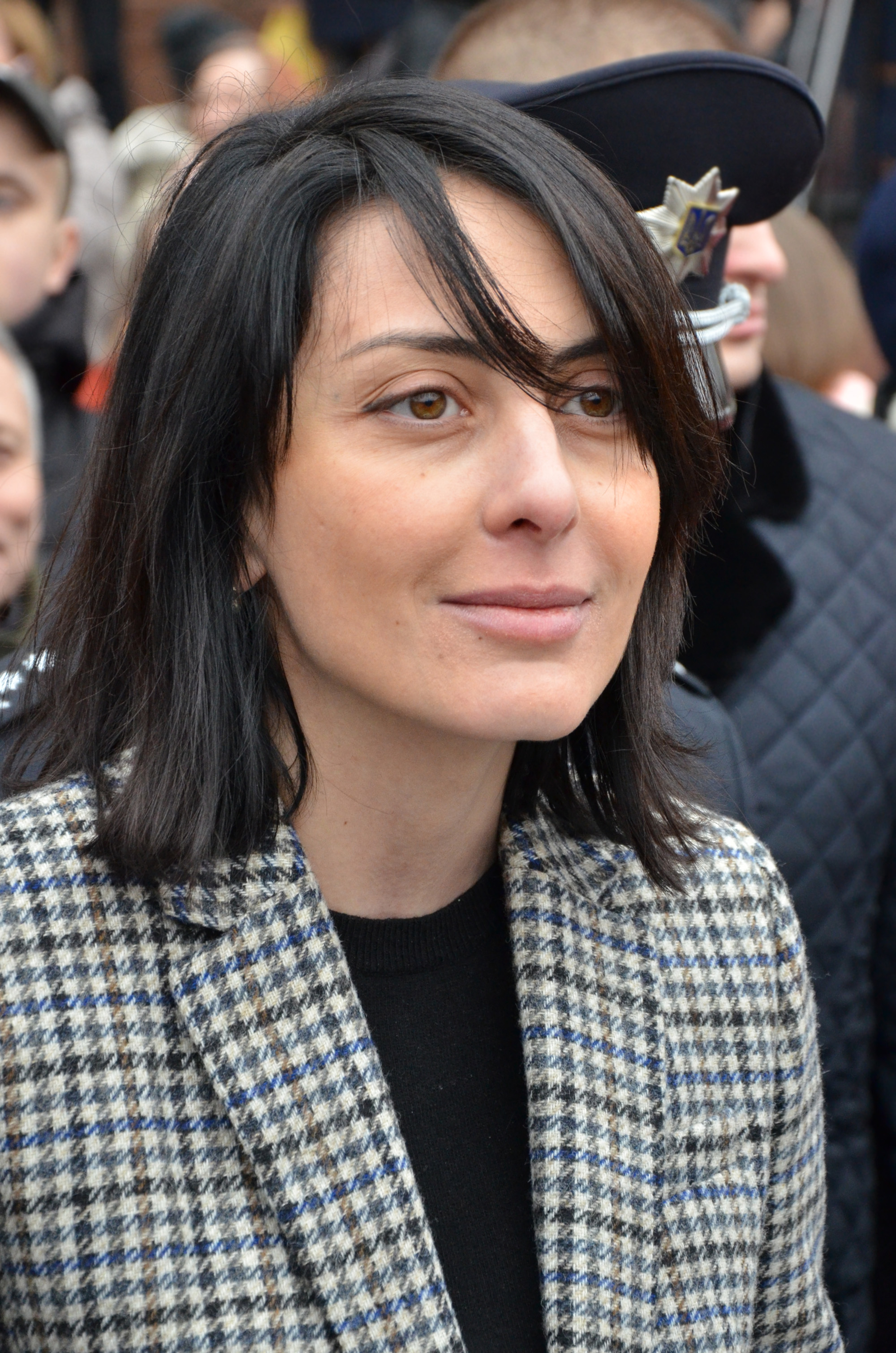
Chatia Dekanoidse

Chatia Dekanoidse (georgisch ხატია დეკანოიძე; Ukrainisch: Хатія Деканоїдзе, (Chatija Dekanoidse); * 20. Januar 1977 in Tiflis, Georgische SSR, UdSSR) ist eine georgische bzw. ukrainische Politikerin und ehemalige Regierungsbeamtin. Sie war Direktorin der Polizeiakademie Georgiens (2007–2012), Ministerin für Bildung und Wissenschaft von Georgien (Juli–Oktober 2012) und Chefin der Nationalen Polizei der Ukraine (2015–2016). 

## Biographie
Dekanoidse absolvierte 1999 „Internationale Beziehungen“ an der Staatlichen Universität Tiflis. Anschließend durchlief sie eine Fortbildung an der Central European University und dem US-amerikanischen Forschungszentrum Rand Corporation. Mit 24 Jahren übernahm Dekonoidse in der Administration von Micheil Saakaschwili die Verwaltung des Sicherheitsrats von Georgien. Während der Amtszeit als Leiterin der Polizeiakademie Georgiens entließ sie bis zu 200 Lehrkräfte, mit der Begründung, diese hätten den Studenten falsche Theoriekenntnisse beigebracht. In ihrer Funktion als Bildungsministerin leitete Dekanoidse auch das Nationale Prüfungszentrum des Landes. Ihr gelang es grundsätzlich, das landesweite Prüfungsverfahren zu zentralisieren und auf diese Weise die Korruption zu bekämpfen.
Nach dem Machtwechsel in Georgien im Oktober 2012 zog Dekanoidse in die Ukraine. Hier gründete sie ein öffentliches politisches Zentrum, das zum Ziel hatte, demokratische Reformen nach georgischem Modell zu gestalten und umzusetzen. Sie trat für eine vollständige Transformation des politischen Systems in der Ukraine ein.
Nach nur einem Jahr als Leiterin der Nationalen Polizei der Ukraine trat Dekanoidse im November 2016 von ihrem Posten zurück. Als Grund nannte sie die Korruption und somit die Aussichtslosigkeit, die Sicherheitsstruktur der Ukraine zu reorganisieren. Zudem machte sie dem Innenminister Arsen Awakow schwere Vorwürfe, wonach dieser ihre Reformpläne stets torpediert hätte.
Im Anschluss an die Amtsniederlegung kehrte Dekanoidse nach Georgien zurück, wo ihre georgische Staatsbürgerschaft im April 2017 wiederhergestellt wurde. Sie setzt ihre politische Tätigkeit als Mitglied der oppositionellen „Vereinten Nationalen Bewegung“ (ENM) weiter fort. 2020 wurde sie über die Liste der ENM ins Parlament gewählt. Von 2021 an war sie Vorsitzende der ENM-Fraktion im georgischen Parlament. Im März 2023 verließ sie Fraktion und Partei.